# Kelly Kelly
Barbara Blank Coba (de nacimiento Barbara Collins Blank; Jacksonville, 15 de enero de 1987) es una luchadora profesional retirada y modelo estadounidense conocida como Kelly Kelly, nombre bajo el que trabajó para la World Wrestling Entertainment del 2006 al 2012.
Entre sus logros destaca un reinado como Campeona de Divas, ser la única mujer en defender con éxito el WWE World Heavyweight Championship y ser la primera mujer en ganar el Campeonato 24/7 de la WWE.

## Carrera

### World Wrestling Entertainment/ WWE (2006-2012)

#### Territorios de desarrollo (2006-2008)
Bárbara era una modelo de bikinis y de ropa de baño de la marca Venus cuando el vicepresidente de Cazadores de Talentos John Laurinaitis le ofreció un contrato en el territorio de desarrollo de la WWE. A pesar de no tener experiencia en lucha, Blank aceptó el contrato y fue asignada al territorio de desarrollo Ohio Valley Wrestling para entrenar. Incluso después de que fuera llamada para formar parte del personal principal de la WWE, Barbara continuó volando de aquí para allá en la ciudad base de la OVW, Louisville (KY), primero como anunciadora de ring y después como árbitro siendo entonces luchadora. Uno de sus primeros combates tuvo lugar el 6 de septiembre en una grabación de la televisión de la OVW cuando ella participó en una batalla real ganada por ODB. El 24 de marzo de 2007, Kelly se alió a Victoria, Maryse, Serena Deeb y ODB derrotando a Beth Phoenix, Katie Lea Burchill, Milena Roucka, Roni y Melody reclamando su primera   victoria como luchadora. El 8 de octubre de 2008 hizo su debut como face en Florida Championship Wrestling, donde se unió a Wesley Holiday derrotando a Alicia Fox y Milena Roucka y el 9 de octubre hizo su debut en una lucha individual donde derrotó a Wesley Holiday.

#### 2006
Barbara debutó en la Extreme Championship Wrestling como Kelly en el primer episodio de la programación semanal siendo la mujer más joven en personal de la WWE. Su personaje se caracterizaba por el "exhibicionismo", en numerosas ocasiones hacía estriptis al público. La siguiente semana, mientras Kelly estaba realizando otro estriptis, fue interrumpida por Mike Knox, el cual se dirigió hacia el lugar donde se encontraba cubriendola con una toalla antes de llevarla al backstage. 
Sus estriptis se convirtieron en un segmento semanal conocido como Kelly's Exposé y normalmente seguido de la misma rutina; Kelly bailaría y se desnudaría hasta que fuera interrumpida por Knox. Kelly realizó su debut en el ring el 22 de agosto de 2006, en ECW bajo el nombre de Kelly Kelly, siendo derrotada en un Mixed Tag Team match que involucró a sus compañeros Knox y  Test frente a Tommy Dreamer, Sandman y Torrie Wilson, suponiendo este el combate final de dicho feudo. Después de este feudo, Kelly y Knox se involucraron en un ángulo con CM Punk, Kelly parecía estar enamorada de Punk por las numerosas ocasiones en la que ella lo apoyó en el ring, lo que  provocó celos en Knox.
Después de algunos problemas, Kelly y Knox comenzaron un camino hacia la desintegración de su relación. En el evento PPV December to Dismember formaron equipo frente a Ariel y Kevin Thorn en una lucha mixta por parejas, Knox se negó a formar equipo con Kelly, abandonándola y dejándola completamente sola, esto provocó que fuera derrotada. En ECW, Kelly derrotó a Ariel con un "Roll-up" en su primer combate en individual. Después del combate, Knox entró en el ring con un ramo de flores con el que la golpeó en la cara para después aplicarle su movida final, culminando así su relación y alejando a Kelly 6 semanas del ring por lesiones (kayfabe).

#### 2007-2008

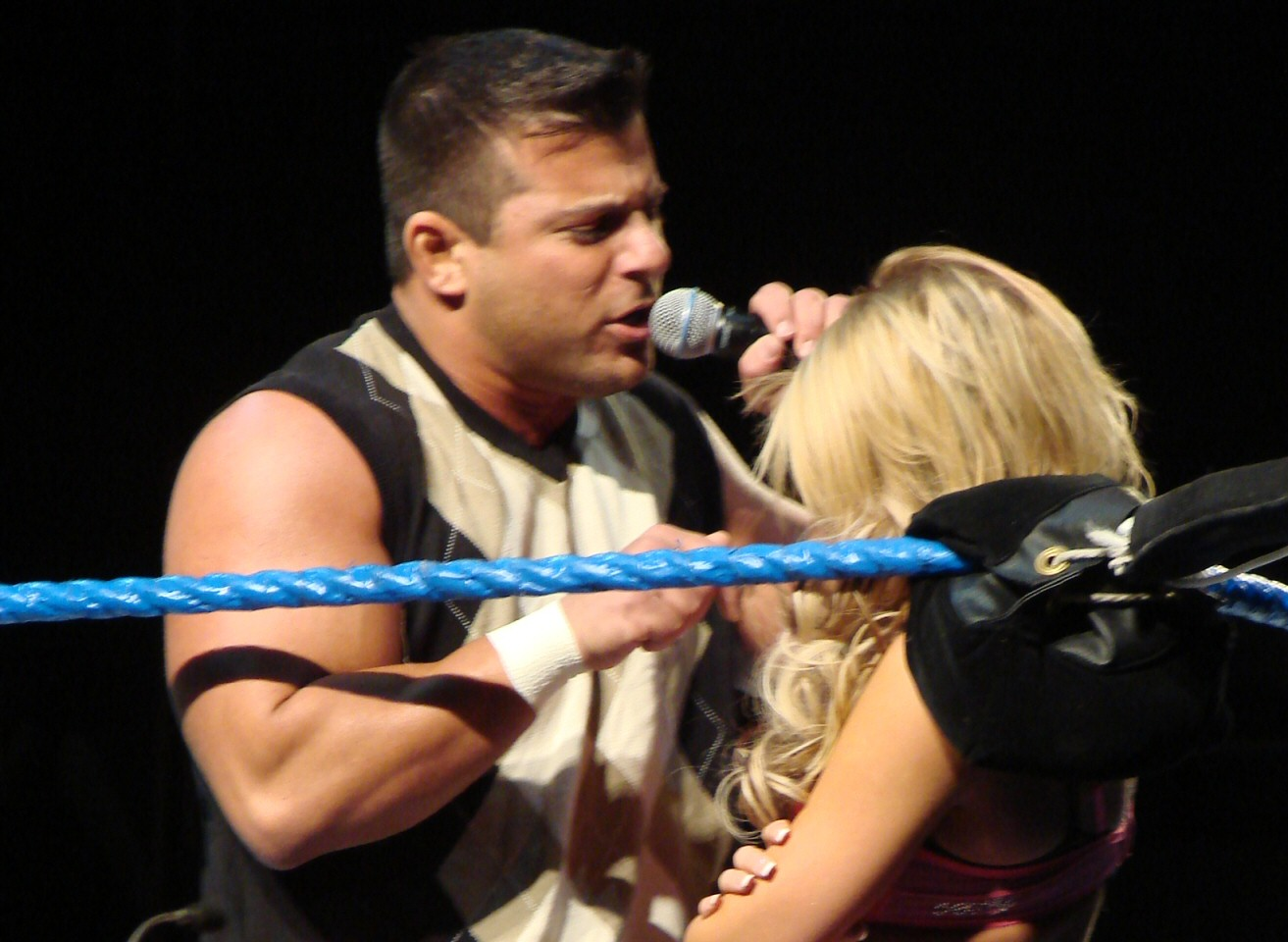
Matt Striker (a la izquierda) intimidando a Kelly Kelly en ECW.

Ella retornó a la televisión el 16 de enero de 2007 cortando una promo publicitaria que anunciaba que ella estaba recientemente soltera y realizando su Kelly's Exposé.
La siguiente semana Extreme Exposé debutó, el cual era un spin-off del anterior Exposé que involucró no solamente a Kelly, sino también a Brooke y a Layla, las cuales realizaban una coreografía en el ring de la ECW. El trío bailaba casi semanalmente en los siguientes meses, estrechándose cuando The Miz (quien le regaló un oso de peluche gigante a Kelly) fue movido a la ECW en junio a causa del Draft comenzando en activo a perseguirle. Más tarde Kelly desplazó su atención hacia el descuidado Balls Mahoney y con la diversión de Miz y de sus "Exposé Sisters", quienes pasaron el tiempo riéndose de su look. Después de que Brooke fuera despedida de la compañía en noviembre, Extreme Exposé se disolvió y Kelly Kelly tomó parte en muchos combates de lucha, comenzando inmediatamente un feudo con Layla. 
En enero de 2008 tuvo un feudo con Layla & Lena Yada, en el primer ECW en alta definición Kelly Kelly ganó un Best Body Contest a Layla & Lena Yada. Posteriormente, en Backlash, participó en un 12 Diva Tag Team haciendo equipo con Mickie James, Maria, Michelle McCool, Ashley & Cherry saliendo derrotadas por el equipo de Beth Phoenix, Melina, Jillian, Layla, Victoria & Natalya. Después fue cambiada a RAW. Su cambio se debió a que posterior al Draft, Kelly era la única luchadora en la marca ECW, por lo que fue movida a RAW. Participó en Survivor Series, en el equipo de RAW, junto a Beth Phoenix, Mickie James, Candice Michelle y Jillian Hall, en un combate por equipos eliminatorio, consiguió eliminar a Victoria, pero seguidamente fue eliminada por Maryse. El 14 de diciembre en Armageddon en un Divas Santas Little Helper Match formó equipo con Mickie James, McCool y Maria derrotando Maryse, Natalya, Victoria y Jillian.

#### 2009-2010

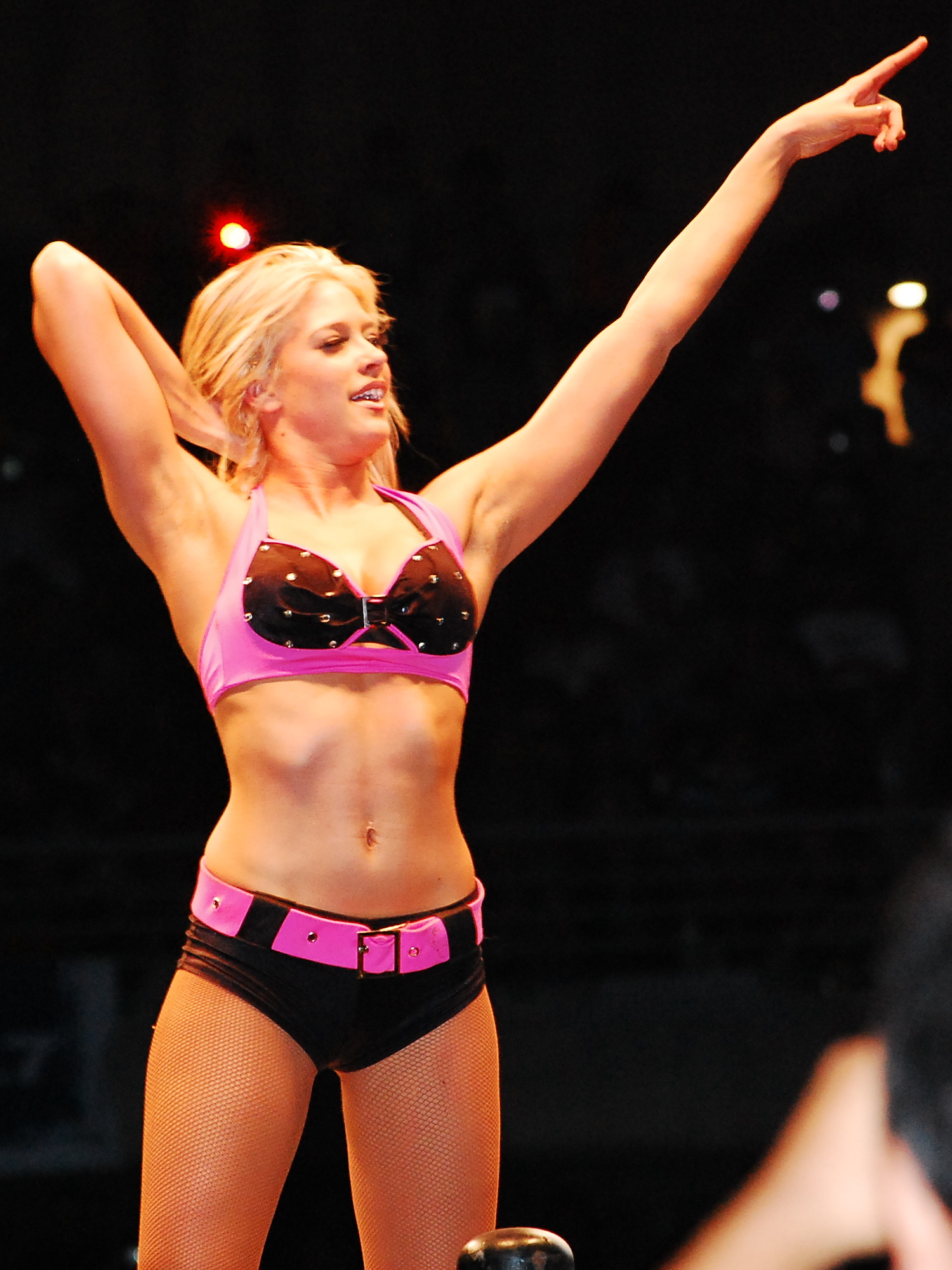
Kelly posando en un esquinero en 2008.

Participó en la Miss WrestleMania 25 Diva Battle Royal de WrestleMania XXV, pero no logró ganar, siendo "Santina Marella" quien ganó el combate. El 18 de mayo en RAW ganó una Diva Battle Royal obteniendo así una oportunidad por el Campeonato de Divas de la WWE ante la campeona Maryse. Se enfrentó por primera vez a ella el 25 de mayo, donde Kelly Kelly ganó por descalificación por lo que no consiguió ganar el título. Obtuvo su revancha el 8 de junio, donde perdió legalmente. Tras esto en la edición de RAW del 10 de agosto participó en un Fatal-Four Way en la que se determinaría a la Contendiente #1 al Campeonato de Divas de la WWE, sin embargo no logró ganar siendo la ganadora Gail Kim. El 31 de agosto participó en un Diva Battle Royal para ser contendiente al título de las Divas, sin embargo no logró ganar siendo Beth Phoenix quién ganó el combate. Participó en Bragging Rights en el equipo RAW junto con Melina & Gail Kim siendo derrotadas por el equipo SmackDown! conformado por McCool, Beth Phoenix & Natalya. En el 2 de noviembre en RAW  participó en un Diva Battle Royal en el que se determinaría a la contendiente #1 por el Campeonato de Divas de la WWE sin embargo fue eliminada por Alicia Fox quién ganó el combate. En Survivor Series el Team James (Mickie James, Melina, Eve Torres, Kelly Kelly & Gail Kim) derrotó al Team McCool (McCool, Alicia Fox, Beth Phoenix, Jillian & Layla). El 14 de diciembre en los Slammy Awards participó en un 14 Diva Tag Team Match haciendo equipo con Melina, Mickie James, Gail Kim, The Bella Twins, Eve & Maria derrotando a Beth Phoenix, McCool, Layla, Alicia Fox, Natalya, Maryse & Rosa Mendes.
Durante enero participó en un torneo para coronar a la nueva Campeona de Divas de la WWE sin embargo fue eliminada en la primera ronda por Alicia Fox. Participó en WrestleMania XXVI en un 10 Diva Tag Team Match junto Beth Phoenix, Mickie James, Gail Kim & Eve Torres saliendo derrotadas por Vickie Guerrero, McCool, Layla, Alicia Fox & Maryse. El 5 de abril en RAW participó en un Diva Battle Royal en el que la ganadora obtendría una oportunidad por el Campeonato de Divas de la WWE, sin embargo no logró ganar siendo Eve la ganadora.

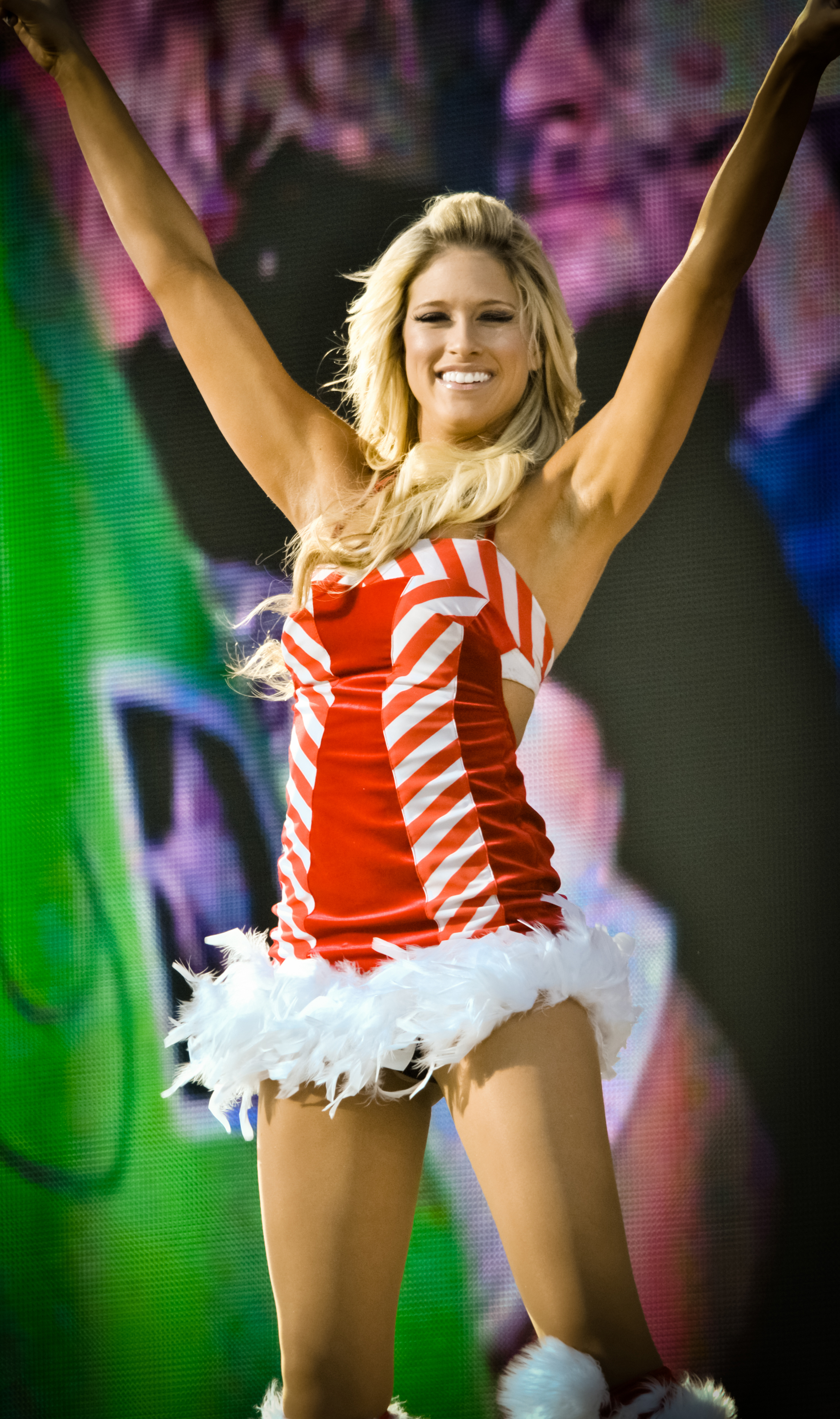
Kelly en el Tribute to the Troops de 2010.

Debido al Draft, fue traspasada de RAW a SmackDown!. Luego de ser transferida a SmackDown!, se alió inmediatamente con Tiffany en un feudo en contra Layla & McCool (LayCool). Tras los ataque constantes de LayCool hacia ella se pactó una lucha entre Layla & Kelly Kelly en Money in The Bank por el Campeonato Femenino de la WWE. Sin embargo, no logró ganar debido a las distracciones de McCool durante la lucha. El 31 de agosto fue anunciada su participación en la tercera temporada de NXT como la Pro de Naomi. En dicha temporada logró llevar a Naomi a la final sin embargo quedó en segundo lugar, siendo la ganadora Kaitlyn.

#### 2011
En Royal Rumble intervino en la lucha por el Campeonato Mundial Peso Pesado de la WWE entre el campeón Edge y Dolph Ziggler atacando a Vickie Guerrero, permitiéndole a Edge aplicarle un Spear a Ziggler comenzando así un feudo con Vickie Guerrero. El 4 de febrero en SmackDown se pactó un combate entre Edge & Kelly Kelly contra Ziggler & LayCool en la que estaba en juego el Campeonato Mundial Peso Pesado de la WWE, en dicha lucha Kelly aplicó una spear a Layla, finalizando el combate y reteniendo el Campeonato Mundial Peso Pesado de la WWE, siendo Kelly Kelly la única diva en la historia de la WWE en defender este campeonato y retenerlo. Sin embargo, al término del mismo fue despedida por Vickie Guerrero (Kayfabe). En Elimination Chamber el General Mánager de SmackDown, Theodore Long, la recontrató, pero fue atacada por LayCool hasta que fue salvada por Trish Stratus.
Debido al Supplemental Draft, fue cambiada a la marca RAW, donde comenzó un feudo con la entonces Campeona de Divas de la WWE Brie Bella en la que también estuvo involucrada su hermana Nikki Bella, aliándose con Eve. Debido a los constantes combates entre ella en contra de The Bella Twins, se pactó una lucha titular en Over the Limit, donde Kelly fue derrotada debido a las interferencias de Nikki Bella. El 20 de junio en el RAW Power To The People se determinaría a la contendiente al Campeonato de las Divas de la WWE en una votación vía mensajes de texto, siendo la ganadora Kelly Kelly venciendo a Eve Torres & Beth Phoenix. Ese mismo día se enfrentó a Brie Bella saliendo victoriosa y obteniendo así por primera vez el Campeonato de Divas de la WWE.
En RAW Roulette se enfrentó a Nikki Bella en un Submission Match resultando vencedora después de forzarla a rendirse con un Boston Crab. Como consecuencia, Brie hizo efectiva su cláusula de revancha por lo que se pactó otra lucha entre ellas en Money in the Bank, donde Kelly retuvo el campeonato, terminando el feudo entre ellas. El 1 de agosto, en RAW, se realizó una Diva Battle Royal para encontrar a la contendiente al Campeonato de Divas de la WWE, la cual, fue ganada por Beth Phoenix. Después del combate, Kelly acudió a felicitarla, sin embargo fue atacada por Phoenix, quien dio un cambio a heel, empezando un feudo entre ellas. En SummerSlam logró retener el título después de que revirtiera un Glam Slam en un Roll-Up. El feudo entre ellas continuó pactándose otra lucha en Night of Champions, después de que Phoenix se convirtiera nuevamente en la contendiente #1 tras derrotar a Eve. En dicho evento derrotó nuevamente a Phoenix después de que le revirtiera un Canadian Backbreaker en un Sunset Flip Powerbomb reteniendo una vez más el título. Finalmente, perdió el título en Hell in a Cell ante Phoenix debido a las interferencias de Natalya. En TLC: Tables, Ladders and Chairs se enfrentó nuevamente a Phoenix por el título, pero fue nuevamente derrotada.

#### 2012

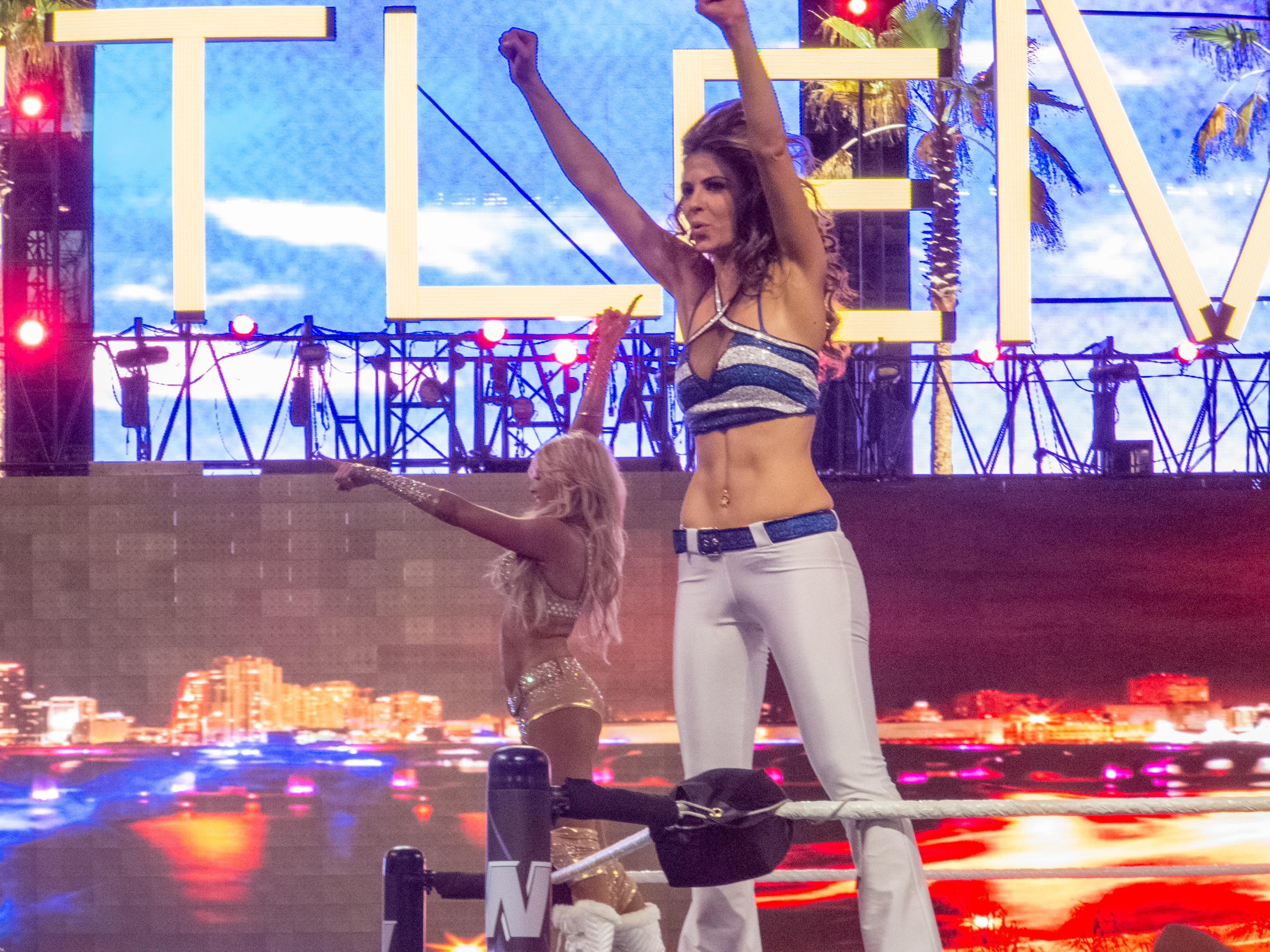
Kelly junto a María Menounos festejando su victoria en WrestleMania XXVIII.

En Royal Rumble fue derrotada junto con Alicia Fox, Eve Torres & Tamina por Beth Phoenix, The Bella Twins & Natalya. Sin embargo, su equipo ganó la revancha el 6 de febrero en RAW. Poco después su amistad con Eve Torres se terminó, después de que esta cambiara a heel y Kelly reprochara su nueva actitud. El 16 de marzo fue entrevistada por Maria Menounos en el programa Extra sin embargo dicha entrevista fue interrumpida por Beth Phoenix & Eve Torres quienes comenzaron a insultarlas, por lo que fueron sacadas por la seguridad del programa, tras esto Phoenix retó a Kelly & Maria Menounos a una lucha por equipos en WrestleMania XXVIII. En dicho evento Kelly & Maria Menounos las derrotaron después que María cubriera a Beth Phoenix con un Roll up. 
El 5 de mayo hizo equipo con Layla derrotando a Natalya y a Maxine. Kelly Kelly regresó el 6 de agosto en un episodio de RAW derrotando a Eve Torres. Después de varios meses sin participar en combates ni aparecer en televisión, el 28 de septiembre de 2012 se anunció que dejaba la empresa tras no renovar su contrato. Después del despido se empezó a dedicar al modelaje retirándose de la lucha libre.

#### 2018-2019
El 22 de enero del 2018 apareció en el 25 Aniversario de Raw en un segmento junto a The Bella Twins, Maryse, Trish Stratus, Lilian Garcia, Torrie Wilson, Jacqueline, Michelle McCool, Terri Runnels y Maria Kanellis, siendo presentadas como unas de las mejores féminas que han estado en dicho programa a lo largo de todos esos años. En Royal Rumble participó en el primer Womens Royal Rumble Match con el número #19, sin embargo no logró ganar pues terminó siendo eliminada por Nia Jax. 
El 28 de octubre en el primer PPV femenino WWE Evolution, hizo su regreso en una batalla real en donde junto con otras SuperStars femeninas del pasado eliminaron a The IIconics, pero no logró ganar debido a que fue eliminada por Sonya Deville y Mandy Rose.
El 22 de julio de 2019 en Raw, Kelly se convertiría en la primera mujer en ganar el WWE 24/7 Championship tras derrotar a Gerald Brisco. Sin embargo lo perdió más tarde ante Candice Michelle con Melina de árbitro especial.

#### 2020-2022
En Royal Rumble participó en el Women's Royal Rumble Match entrando como número #21, pero fue eliminada por Charlotte Flair. Al día siguiente hizo una aparición en Raw en un segmento junto a The Street Profits en el backstage.
El 29 de enero de 2022 en Royal Rumble volvió a participar en el Women's Royal Rumble Match entrando como número #4, pero fue eliminada por Sasha Banks. 

### Circuito independiente (2012, 2018)
El 4 de noviembre de 2012, Kelly Kelly apareció en su primer show de lucha libre independiente en Waterbury, Connecticut en North East Wrestling evento. El 5 de noviembre de 2012, se preparó también para aparecer en un house show de North East Wrestling. North East Wrestling anunció que sus apariciones fueron canceladas a causa del Huracán Sandy. El 4 de diciembre de 2012, Kelly hizo su primera aparición independiente en un espectáculo de lucha libre en Waterbury, Connecticut en North East Wrestling, Kelly hizo otra aparición en NEW la noche siguiente. En House of Hardcore 43 en mayo de 2018, Blank hizo una aparición sorpresa y ayudó a Chelsea Green a derrotar a Paredyse al sacar a su mánager, Rebel del ring.

## Videojuegos
Hizo algunas apariciones en videojuegos de WWE, tales como :
| Año  | Juego                     | Notas                                                 | Marca     |
| ---- | ------------------------- | ----------------------------------------------------- | --------- |
| 2007 | WWE SmackDown vs Raw 2008 | Debut - con atuendo extra desbloqueable.              | ECW       |
| 2008 | WWE SmackDown vs Raw 2009 | Atuendo extra como DLC exclusivo para Xbox 360 y PS3  | ECW       |
| 2009 | WWE SmackDown vs Raw 2010 | Atuendo exclusivo para Xbox 360 y PS3.                | RAW       |
| 2010 | WWE SmackDown vs Raw 2011 | Atuendo extra como DLC exclusivo para Xbox 360 y PS3. | SmackDown |
| 2011 | WWE'12                    | Como Diva's Champion predeterminada.                  | RAW       |
| 2012 | WWE'13                    |                                                       | RAW       |

## Apariciones en Televisión y otros medios
En abril de 2007, apareció, con Ashley, Maryse, Brooke, Torrie Wilson y Layla El en donde grabaron el nuevo vídeo musical de Timbaland "Throw It on Me" junto con The Hives. En agosto de 2007, las tres miembros de Extreme Exposé también participaron en una sesión de fotos para FHM Online.
El 13 de abril de 2008 apareció junto con Mickie James, Melina Pérez, y Layla El en un episodio de Celebrity Fit Club: Boot Camp.  El 19 de abril de 2008, se presentó como la Soccerette en el popular show de fútbol británico Soccer AM. El 16 de enero de 2010 apareció de nuevo como la Soccerette en el programa. Blank también fue nominada a "Favorite Butt Kicker" para los 2012 Kids' Choice Awards.
En 14 de julio de 2011 apareció junto a The Bella Twins en el programa The Price is Right. En diciembre del 2011 fue portada de la revista Maxim y estuvo dentro del Maxim's Hot 100 2 veces, posicionada en el puesto n.° 82 en el 2011 y n.° 38 en el 2012.
Blank es parte del elenco del programa de telerrealidad de E! WAGS, el cual comenzó a emitirse en agosto de 2015, este reality da una vista a las vidas de las esposas de deportistas famosos.
Blank hizo su debut como actriz el 30 de enero del 2017, en un episodio de Days of Our Lives.
En el año 2020, causó revuelo en redes sociales, al abrir su perfil en la red "OnlyFans".
| Papeles en la T.V y otras apariciones | Papeles en la T.V y otras apariciones | Papeles en la T.V y otras apariciones | Papeles en la T.V y otras apariciones |
| Año                                   | Título                                | Papel                                 | Notas                                 |
| ------------------------------------- | ------------------------------------- | ------------------------------------- | ------------------------------------- |
| 2007                                  | Throw It on Me                        | Ella misma                            | Vídeo Musical                         |
| 2008                                  | Celebrity Fit Club: Boot Camp         | Ella misma/entrenadora                | 11 de abril de 2008                   |
| 2008-2009                             | Soccer AM                             | Ella misma/Soccerette                 | Dos episodios                         |
| 2011                                  | WWE Tough Enough                      | Como Kelly Kelly                      | 16 de mayo de 2011                    |
| 2011                                  | The Price Is Right                    | Como Kelly Kelly                      | 14 de junio de 2011                   |
| 2012                                  | 2012 Kids' Choice Awards              | Como Kelly Kelly                      | 31 de marzo de 2012                   |
| 2015-2017                             | WAGs LA                               | Ella misma                            | Papel Principal (28 episodios)        |
| 2017                                  | Days of Our Lives                     | Camarera                              | Episodio: 30 de enero de 2017         |
| 2020                                  | Disturbing the Peace                  | Amanda                                | Papel Secundario                      |

## Vida personal

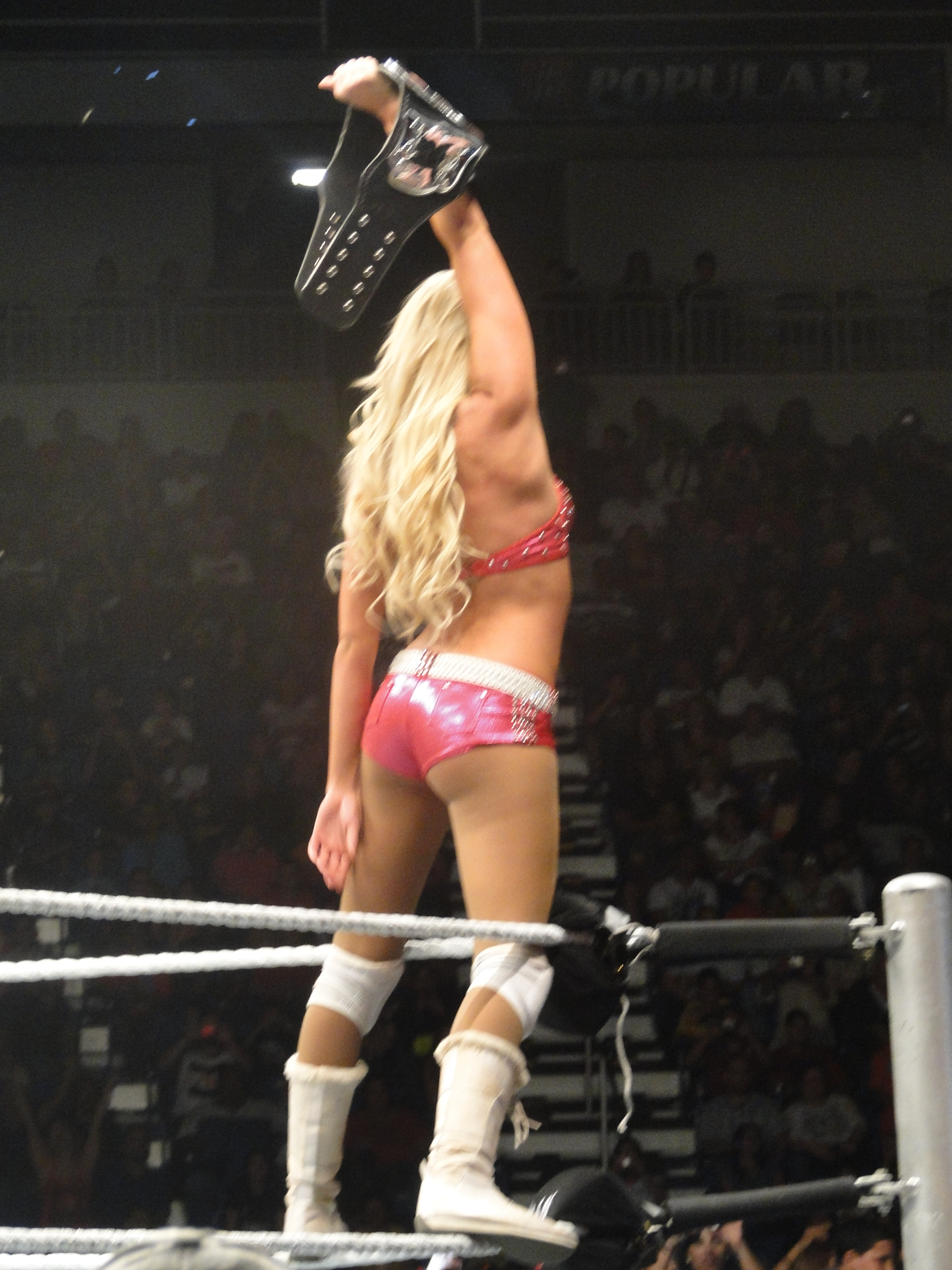
Kelly Kelly posando con el Campeonato de Divas.

Bárbara nació en la ciudad de Jacksonville en el estado de Florida, hija de padre judío y madre cristiana. Durante su infancia fue una gran fan de la lucha libre profesional y afirmó que Stone Cold Steve Austin fue su luchador favorito. En su etapa de crecimiento Barbara practicó gimnasia durante diez años, antes de tener que abandonarla debido a una lesión. Posteriormente se hizo animadora. Barbara estudió periodismo con la esperanza de convertirse en presentadora de televisión . Antes de entrar en el mundo de la lucha libre profesional, fue modelo de Hawaiian Tropic, una marca de bronceados, además de trabajar, como modelo de bikinis, para Venus Swimwear, una empresa fabricante de leotardos. En su fase de desarrollo como luchadora en Ohio Valley Wrestling (OVW), Blank vivió en el estado de Kentucky. Tras esto, Blank residió en Tampa, Florida, antes de trasladarse a Miami, Florida. En 2010, finalmente regresó a Tampa. Barbara Blank define a Trish Stratus como su inspiración en la lucha libre. Blank es una gran amiga, de la actual superestrella de WWE, Maryse.
Bárbara mantuvo una relación sentimental de dos años y medio con el luchador Andrew Martin, que terminó poco antes del fallecimiento de Martin en marzo de 2009. Después de esto mantuvo otra relación con el también luchador de la WWE, Dave Batista. En octubre de 2010 inició una relación con Justin Gabriel también luchador de la wwe, relación que terminó en 2011.
En 2011 fue incluida en la lista definitiva de las 100 mujeres más bellas en el mundo por MAXIM en el #82. También apareció en la portada de MAXIM del mes de diciembre. En 2012 volvió a aparecer en la lista de MAXIM, esta vez en el #37. El 27 de febrero del 2016 se casó en San José del Cabo con el jugador de hockey, Sheldon Souray. Se divorciaron en 2017. Blank reveló que Torrie Wilson fue la que le dio la idea de usar su Stink Face porque era divertido.
El 10 de abril de 2021, se casó con el halterofilista Joe Coba, con quién mantenía una relación desde 2018. En marzo de 2023 se hizo público que iban a ser padres. Sus mellizos, Jaxon Matthew y Brooklyn Marie,  nacieron el 10 de septiembre de 2023.

## Campeonatos y logros
- World Wrestling Entertainment
  - WWE Divas Championship (1 vez)
  - WWE 24/7 Championship (1 vez)

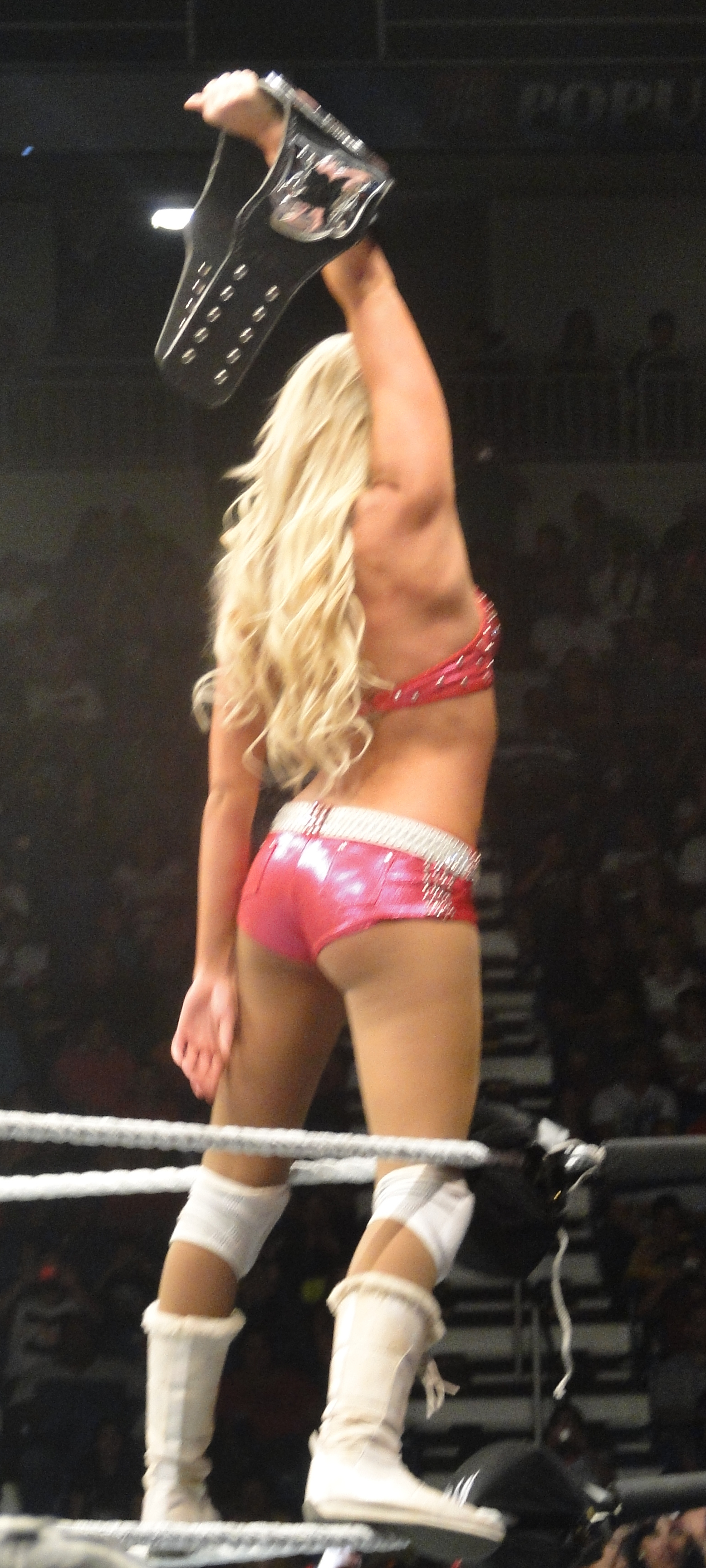
Kelly Kelly como Campeona de Divas en 2011.

  - Slammy Award "Divalicious Moment of the Year" (2011) – Kelly gana el Campeonato de Divas
- Pro Wrestling Illustrated
  - Situada en el N.º 32 en los PWI Female 50 en 2008.[45]
  - Situada en el N.º 34 en los PWI Female 50 de 2009.[46]
  - Situada en el N.º 26 en el PWI Female 50 en 2010.[46]
  - Situada en el N.º 15 en el PWI Female 50 en 2011.[47]
  - Situada en el N.º 23 en el PWI Female 50 en 2012.[47]